# Первые леди и джентльмены Литвы
Первая леди Литвы или Первый джентльмен Литвы — неофициальный титул супруги или супруга президента Литовской Республики. С 12 июля 2019 года первой леди страны является Диана Науседене, жена Гитанаса Науседы.
К настоящему времени звания «Первый джентльмен Литвы» не был никто удостоен, так как единственная женщина-президент Литвы Даля Грибаускайте, находившаяся во главе государства с 2009 по 2019 годы, была незамужем.

## Список первых леди Литвы
| № | Портрет                           | Имя                              | Дата регистрации брака           | Период                            | Президент                            |
| - | --------------------------------- | -------------------------------- | -------------------------------- | --------------------------------- | ------------------------------------ |
| 1 |                                   | София Смятонене(1885-1968)       | 14 августа 1904                  | 4 апреля 1919 — 19 июня 1920      | Антанас Сметона                      |
| 2 |                                   | Она Стульгинскене (1894-1962)    | 24 апреля 1920                   | 19 июня 1920 — 7 июня 1926        | Александрас Стульгинскис             |
| — | Вакантно (президент — вдовец)     | Вакантно (президент — вдовец)    | Вакантно (президент — вдовец)    | 7 июня 1926 — 17 декабря 1926     | Казис Гринюс                         |
| 3 |                                   | София Смятонене(1885-1968)       | 14 августа 1904                  | 19 декабря 1926 — 15 июня 1940    | Антанас Сметона                      |
| 4 |                                   | Юлия Бразаускене (1933-2011)     | 1958                             | 25 ноября 1992 — 24 февраля 1993  | Альгирдас Миколас Бразаускас (и. о.) |
| 4 | 25 февраля 1993 — 25 февраля 1998 | Юлия Бразаускене (1933-2011)     | 1958                             | Альгирдас Миколас Бразаускас      |                                      |
| 5 |                                   | Альма Адамкене (1927-2023)       | 1951                             | 26 февраля 1998 — 26 февраля 2003 | Валдас Адамкус                       |
| 6 |                                   | Лайма Паксене (род. 1961)        | 1990                             | 26 февраля 2003 — 6 апреля 2004   | Роландас Паксас                      |
| 7 |                                   | Альма Адамкене (1927-2023)       | 1951                             | 12 июля 2004 — 12 июля 2009       | Валдас Адамкус                       |
| — | Вакантно (президент — незамужем)  | Вакантно (президент — незамужем) | Вакантно (президент — незамужем) | 12 июля 2009 — 12 июля 2019       | Даля Грибаускайте                    |
| 8 |                                   | Диана Науседене(род. 1964)       | 1990                             | 12 июля 2019 — н. в.              | Гитанас Науседа                      |